# Promotie (schaken)
Promotie is bij het schaken de term voor het vervangen van een  pion wanneer die de laatste rij bereikt door een ander schaakstuk in dezelfde kleur. Het nieuwe stuk heeft direct zijn normale werking. Het kan bijvoorbeeld schaak geven.
De speler wiens pion promoveert kan kiezen uit dame, toren, loper of paard, ongeacht wat er eerder in de partij is geslagen. Alleen een extra koning kan niet gekozen worden. Meestal valt de keuze op de dame, aangezien dit het sterkste stuk is. Het kan echter ook zijn dat promotie tot een ander, zwakker stuk strategisch gezien de voorkeur verdient; in zo'n geval spreekt men van minorpromotie. Soms komt een paard beter uit, soms is minorpromotie ook noodzakelijk om pat te voorkomen.
Promotie kan samenvallen met slaan. 

## Promotiestukken
Het is na promotie mogelijk dat een speler twee of meer dames heeft, of twee lopers op dezelfde kleur of drie paarden. Een gewone set schaakstukken bevat alleen de stukken die bij de aanvang van de partij nodig zijn, en dat kan dus onvoldoende zijn. Er bestaan sets met extra dames. Thuisschakers hebben bij gebrek aan extra stukken de gewoonte om, bij promotie tot een niet beschikbaar schaakstuk, een geslagen stuk te markeren, bijvoorbeeld door een toren op zijn kop te zetten. Desnoods gebruiken ze de pion zelf en onthouden dat die pion een ander stuk voorstelt. In een officiële partij is dit niet toegestaan en moet zo nodig de schaakklok worden stilgezet en de arbiter worden ingeschakeld tot het gewenste stuk beschikbaar is. Het spreekt vanzelf dat er bij officiële toernooien altijd voldoende reservestukken aanwezig zijn. In theorie zijn er per kleur acht dames, acht torens, acht lopers en acht paarden extra nodig, waarvan er in totaal in één partij maximaal acht per kleur gebruikt worden.

## Vrijpion
Een pion die op weg naar de overkant geen vijandelijke pion meer tegenkomt en zodoende meer kans maakt om te promoveren, wordt een vrijpion genoemd. Het vierkant is een eenvoudige regel om in een elementair pionneneindspel in een oogopslag te bepalen of de vijandelijke koning de vrijpion nog kan tegenhouden.

## Notatie
Bij promotie van een pion wordt de feitelijke pionzet genoteerd, onmiddellijk gevolgd door de beginletter van het nieuwe stuk. Bijvoorbeeld, in de korte notatie:
- 16. d8D
- 17. f8P†
- 18. ... e1L!
- 19. ... a×b1T

## Het reglement
Het betreffende artikel 3.7.e van de FIDE Regels voor het Schaakspel (2009) luidt:

Als met een pion de rij wordt bereikt die het verst van zijn beginpositie is verwijderd, dan moet hij als deel van dezelfde zet, op hetzelfde veld worden vervangen door een nieuwe dame, toren, loper of paard van de kleur van de pion. De keuze van de speler is niet beperkt tot stukken die eerder zijn geslagen. Deze vervanging van een pion door een ander stuk wordt ‘promotie’ genoemd. Het nieuwe stuk functioneert onmiddellijk.

## Uitvoering van de zet
De zet bestaat uit verschillende handelingen:
1. Wordt een stuk geslagen, dan wordt het van het bord verwijderd.
2. De pion wordt naar het promotieveld verplaatst en daar losgelaten.
3. De pion wordt van het bord verwijderd.
4. Een nieuw stuk wordt op het bord gezet.

Al deze handelingen kunnen in een willekeurige volgorde worden uitgevoerd, maar geen handeling kan worden teruggenomen. Stap 2 is niet nodig. Volgens de pièce touchée-regel betekent het aanraken van een stuk dat met dat stuk moet worden gezet. Een witspeler die de pion op e7 aanraakt, moet met die pion zetten (en dus promoveren), wat, afhankelijk van de stelling, soms nog op drie velden (d8, e8 en f8) kan. Schuift hij de pion naar e8 en laat hij hem daar los, dan kan hij niet meer promoveren op d8 of f8.
Een speler kan ongestraft in de voorraad ongebruikte stukken graaien, zijn keus is pas definitief als het nieuwe stuk het promotieveld aanraakt.

## Voetnoot
1. ↑  Gearchiveerde kopie. Gearchiveerd op 26-8-2017. Geraadpleegd op 13-7-2017.